# یانوش سیکی
یانوش سیکِـی (مجاری: János Székely؛ ‏ ۷ ژوئیهٔ ۱۹۰۱ – ۱۶ دسامبر ۱۹۵۸) با نام مستعار جان اس. تولدی، فیلم‌نامه‌نویس، رمان‌نویس و نویسنده اهل مجارستان بود.
از فیلم‌های او می‌توان به آسفالت، گلوریا، مدرسه هنرپیشگی، شهر آوازه‌خوانی و شهر ترانه اشاره کرد.
وی همچنین برندهٔ جوایزی همچون جایزه اسکار بهترین داستان شده‌است.